# Луций Фунданий Ламия Елиан
Луций Фунданий Ламия Елиан (на латински: Lucius Fundanius Lamia Aelianus) е политик и сенатор на Римската империя през 2 век.
Фунданий е син на Луций Фунданий (* ок. 55) и съпругата му Плавция (* ок. 65/ок. 70). По майка е праправнук на Луций Елий Ламия Плавций Елиан (суфектконсул 80 г., синът на император Веспасиан) и Домиция Лонгина. Полубрат е на Плавция (* 75 г.), която се омъжва за Луций Цеионий Комод (виж Луций Елий).
През 116 г. Фунданий е консул с колега Секст Карминий Вет. През 131 – 132 г. е проконсул.
Фунданий се жени за Рупилия Ания, дъщеря на Луций Скрибоний Либон Рупилий Фруги Бон (суфектконсул през 88 г.) и Салонина Матидия, племенница на император Траян. Техният син Луций Плавций Елий Ламия Силван e суфектконсул през 145 г.